# Mitracarpus diodioides
Mitracarpus diodioides är en måreväxtart som beskrevs av Achille Richard. Mitracarpus diodioides ingår i släktet Mitracarpus och familjen måreväxter.
Artens utbredningsområde är Kuba. Inga underarter finns listade i Catalogue of Life.